# گروه پروپارژیل

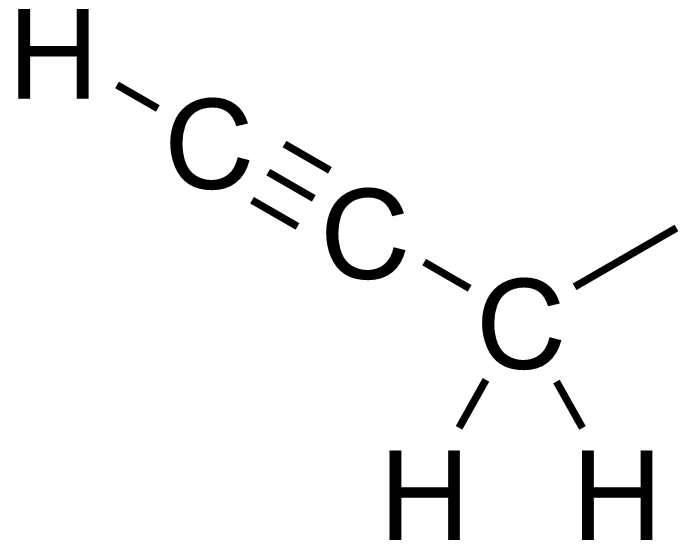
ساختار شیمیایی گروه پروپارژیل

در شیمی آلی، گروه پروپارژیل، (به انگلیسی: Propargyl) یک گروه عاملی آلکیلی، از ۲-پروپینیل با ساختار شیمیایی -HC≡C-CH۲ است که از آلکینِ پروپین مشتق شده‌است.

## همچنین ببینید
- گروه‌های آلکنیل
  - آلیل
  - گروه وینیل
- اتینیل
- پروپارژیل کلرید
- پروپارژیل الکل
- پروپارژیل برومید
- پروپیولیک اسید